# Xhuliano Skuka
Xhuliano Skuka (sinh ngày 2 tháng 8 năm 1998) là cầu thủ bóng đá chuyên nghiệp Albania chơi ở vị trí tiền đạo cho câu lạc bộ Partizani.

## Sự nghiệp thi đấu

### Metz
Vào tháng 1 năm 2023, Skuka gia nhập Metz từ câu lạc bộ Partizani, bằng bản hợp đồng có thời hạn đến mùa hè năm 2026.

## Bàn thắng quốc tế
| Thứ tự | Thời gian            | Địa điểm                         | Đối thủ | Ghi bàn | Kết quả | Giải đấu |
| ------ | -------------------- | -------------------------------- | ------- | ------- | ------- | -------- |
| 1.     | 19 tháng 11 năm 2022 | Arena Kombëtare, Tirana, Albania | Armenia | 1–0     | 2–0     | Giao hữu |